# Malimbus ballmanni
Malimbus ballmanni е вид птица от семейство Ploceidae. Видът е застрашен от изчезване.

## Разпространение
Видът е разпространен в Гвинея, Кот д'Ивоар, Либерия и Сиера Леоне.